# Pseudis minuta
Pseudis minuta är en groddjursart som beskrevs av Günther 1858. Pseudis minuta ingår i släktet Pseudis och familjen lövgrodor. IUCN kategoriserar arten globalt som livskraftig. Inga underarter finns listade i Catalogue of Life.